# Monika Hessenberg
Monika Hessenberg (* 1943) ist eine deutsche Schauspielerin und Hörspielsprecherin.

## Leben
Monika Hessenberg ist die Tochter des Komponisten Kurt Hessenberg und die Ururenkelin des Arztes und Schriftstellers Heinrich Hoffmann. Nach ihrem Abitur am Frankfurter Goethe-Gymnasium absolvierte sie ihre schauspielerische Ausbildung an der Hochschule für Musik, Theater und Medien Hannover. Engagements hatte Hessenberg sowohl dort als auch in Verden und Oberhausen, später wirkte sie an den Städtischen Bühnen Frankfurt, am Staatstheater Darmstadt, am Comoedienhaus Wilhelmsbad und am Salon-Theater Taunusstein. Des Weiteren war sie mit sogenannten „Dinnerkrimis“ auf Tourneen durch Deutschland unterwegs.
Seit den 1970er-Jahren ist Monika Hessenberg auch gelegentlich auf dem Bildschirm zu sehen. So hatte sie mehrere Gastrollen in der Krimiserie Ein Fall für zwei und spielte neben Liesel Christ in der hessischen Serie Bei Mudder Liesl deren Tochter. In Heidi und Erni wirkte sie in mehreren Folgen mit, in der Tatort-Episode Schmerzensgeld war sie 1985 als Freundin eines Bankräubers zu sehen.        
Daneben arbeitet Monika Hessenberg umfangreich als Hörspielsprecherin und ist seit Beginn der 1980er-Jahre in zahlreichen Produktionen des Hessischen Rundfunks und anderen Sendeanstalten tätig. In Wolkenreiter und Sohn, einer Inszenierung der Augsburger Puppenkiste, sprach sie die Figur der Grad Wolkenreiter. Ferner veranstaltet Hessenberg Lesungen.
Monika Hessenberg lebt in Frankfurt am Main und ist mit ihrem Kollegen Wolfram Weniger verheiratet, den sie während ihrer Ausbildung kennengelernt hatte. Das Paar hat zwei Töchter, von denen Nina ebenfalls als Schauspielerin tätig ist.

## Filmografie
- 1973: Wenn alle anderen fehlen
- 1977: Notarztwagen 7 – Die große Schau
- 1978: Vorsicht! Frisch gewachst!
- 1984: Bei Mudder Liesl
- 1985: Tatort – Schmerzensgeld
- 1987: Das runde Ding vom Odenwald
- 1990: Heidi und Erni (7 Folgen als Elfie Hertzel)
- 1996: Ein Fall für zwei – Ausweg Mord
- 1997: Polizeiruf 110 – Feuertod
- 1997: Ein Fall für zwei – Aufs falsche Pferd gesetzt
- 1999: Schwarz greift ein – Befleckte Empfängnis
- 2002: Ein Fall für zwei – Zum Schweigen verurteilt
- 2007: SOKO Rhein-Main – Der letzte Brief
- 2008: Zwillingsküsse schmecken besser
- 2009: Der Mann auf der Brücke
- 2009: Ein Fall für zwei – Schmerz der Liebe

## Hörspiele (Auswahl)
- 1981: Frau Deutschland – Neue Nachrichten aus der Provinz – Regie: Carola Preuß
- 1982: Der rote Strumpf – Regie: Günther Sauer
- 1982: Eine Tulpe, ein Stein, ein Schwert – Regie: Bernd Lau
- 1983: Der Mann auf dem Balkon – Regie: Henning Venske
- 1984: Supersaver – Regie: Klaus Mehrländer
- 1984: Jacke – Regie: Christian Gebert
- 1985: Unter Ausschluss der Öffentlichkeit – Regie: Sigurd König
- 1985: Früh-Stück – Regie: Ulrich Lauterbach
- 1986: Bullivants Match oder Brachvogel im Herbst (3 Teile) – Regie Peter Michel Ladiges
- 1986: King Canute – Regie: Christian Gebert und Christoph Martin
- 1988: Ruhiger Mieter – Regie: Burkhard Schmid
- 1989: Der Schrank – Regie: Sigurd König
- 1990: Leider war es Mord – Regie: Peter Michel Ladiges
- 1991: Ess, daß de was werst – Regie: Alfred Probst
- 1991: Doppel-Fehler – Regie: Sigurd König
- 1991: Ein Mord mit Pfiff – Regie: Sigurd König
- 1993: Stalingrad (1. Teil: Alles Gute und Grüße an die Heimat) – Regie: Walter Adler
- 1996: Urlaubsfreuden – Regie: Burkhard Schmid
- 1996: Babyglück – Regie: Burkhard Schmid
- 1998: Drei Schritte zum Himmel – Regie: Norbert Schaeffer
- 2002: One Million Years – Past 9-24 – Regie: Oliver Augst und Christoph Korn
- 2004: Serjosha & Schultz – Regie: Karlheinz Liefers
- 2006: Einer für alle – Regie: Alexander Schuhmacher
- 2009: In Grund und Boden – Regie: Alexander Schuhmacher
- 2009: Drehpunkt – Regie: Stefanie Lazai
- 2011: Frauensache – Regie: Alexander Schuhmacher